# 广州大学城站
广州大学城站是广州东环城际的一个车站，位于中国广东省广州市番禺区广州大学城广东科学中心旁。

## 车站结构
广州大学城站为地下三层四线车站，车站长度为272米，到发线有效长400米。车站设有一个岛式站台，站台宽12.4米，站台有效长210米。车站设有3个出入口、2个风亭组、1处冷却塔、1个疏散通道和2个下沉式广场。

## 历史
广佛环线起初的规划为在沥滘设站，并不经过广东科学中心。但线路在2016年为避开海珠湿地公园而调整线位，选择途经大学城并在科学中心处设站，使得降低工程实施难度的同时，弥补科学中心长期交通不便的缺憾。最终该方案得以落实。
车站于2017年7月开始土建施工，2021年7月2日实现主体结构封顶。2024年1月，车站地面还建的科学广场开始建设。
本站规划及工程时期被命名为科学中心站，开通前夕更名为广州大学城站。